# Geodromicus
Geodromicus ist eine Gattung der Käfer aus der Familie der Kurzflügler (Staphylinidae) innerhalb der Unterfamilie Omaliinae. Sie kommt in Europa mit 19 Arten vor, vier kommen davon auch in Mitteleuropa vor.

## Merkmale
Die Käfer haben einen schwarzen, fein behaarten Körper. Man kann sie von der Gattung Anthophagus anhand ihrer einfachen Klauen unterscheiden, von der Gattung Lesteva unterscheiden sie sich durch ihr deutlich kürzeres letztes Glied der Kiefertaster. 

## Vorkommen und Lebensweise
Die Tiere leben unter Moos und Pflanzenmaterial an schnell fließenden Gewässern und auch unter Steinen am Rand von Schneefeldern im Gebirge. 

## Arten (Auswahl)
- Geodromicus nigrita (P.W.J. Müller, 1821)
- Geodromicus plagiatus (Fabricius, 1798)
- Geodromicus suturalis (Lacordaire, 1835)